# Precious Wilson

Precious Wilson, 2017

Precious Wilson (* 18. Oktober 1957 in Spanish Town, Jamaika) ist eine jamaikanische Popsängerin, die sowohl mit ihrer Band Eruption als auch solo erfolgreich war. Sie wuchs in England auf und erlernte dort auf der Schule die deutsche Sprache.

## Karriere

### Mit Eruption
Wilson begann ihre Karriere 1975 als Hintergrundsängerin der zu diesem Zeitpunkt schon mehrere Jahre bestehenden britischen Band Eruption. Die Gruppe gewann den RCA Soul Search Contest in London und brachte ihre erste Single heraus. Nachdem die bisherige Leadsängerin Lindell Leslie die Band Eruption verlassen hatte, wurde Wilson neue Leadsängerin. In der veränderten Formation tourten sie in den folgenden Jahren auch durch Deutschland, wo Frank Farian 1977 auf die Band aufmerksam wurde, der Band einen Plattenvertrag verschaffte und sie im gleichen Jahr als Vorgruppe von Boney M. auftreten ließ. Die zweite Single, I Can’t Stand the Rain, wurde ein Top-10-Hit in Deutschland, England, Österreich, Norwegen, Schweden und der Schweiz sowie ein Top-20-Hit in den Vereinigten Staaten. Ein weiterer Hit in Deutschland gelang mit One Way Ticket, das in Österreich zum erfolgreichsten Lied des Jahres 1979 avancierte, bevor Wilson die Band im selben Jahr zugunsten einer Solokarriere verließ.

### Solo
Wilson veröffentlichte mit Hold On I’m Coming, einer Coverversion des Titels von Sam & Dave, bereits im Jahr ihrer Trennung von Eruption ihre erste Single als Solokünstlerin, allerdings ohne nennenswerten Erfolg. 1980 erschien das Album On the Race Track. Die erste Single, Cry to Me, eine Coverversion eines Titels von Solomon Burke, konnte sich in Deutschland nicht in den Charts platzieren, erreichte jedoch in der Schweiz Platz 3. Dieser Titel wurde auch im Fernsehen der DDR ausgestrahlt. Besonders durch den Auftritt mit Helga Hahnemann nahm die Bevölkerung Notiz davon. Erst die zweite Single, We Are on the Race Track, war ein Erfolg und stieg bis auf Platz 11 der deutschen Charts.
Die im darauffolgenden Jahr veröffentlichte Single I Need You erreichte erneut nur einen mäßigen Verkaufserfolg in Deutschland, in der Schweiz war der Titel allerdings erneut in den Top 10. 1982 folgte das zweite Album namens All Coloured in Love, das ebenso wie die Single-Auskopplungen nicht an die vorigen Erfolge anschließen konnte. Als auch das 1983er Album Funky Fingers floppte, löste die Plattenfirma Wilsons Vertrag auf. Wilson kehrte daraufhin nach England zurück und unterzeichnete einen neuen Vertrag bei Jive Records. Sie veröffentlichte das Album Precious Wilson sowie einige Singles, darunter auch den Titelsong des Spielfilms Auf der Jagd nach dem Juwel vom Nil mit Michael Douglas. Obwohl der Film selbst hoch erfolgreich war, blieb der musikalische Erfolg weiterhin aus, woran auch das Produzententeam Stock Aitken Waterman nichts ändern konnte, mit dem Wilson 1987 arbeitete. Erst Anfang der 1990er Jahre hatte sie noch einmal kleinere Erfolge, Spacer konnte sich in Frankreich platzieren und eine Coverversion von Donna Summers I Feel Love erreichte die Top 20 in Großbritannien.
Wilson trat in den 2000er Jahren mit ihren Solo- und Band-Erfolgen als Eruption feat. Precious Wilson auf.

## Diskografie

### Alben
| Jahr | Titel             | Höchstplatzierung, Gesamtwochen, AuszeichnungChartsChartplatzierungen (Jahr, Titel, Platzierungen, Wochen, Auszeichnungen, Anmerkungen) | Anmerkungen                        |
| Jahr | Titel             | DE | Anmerkungen                        |
| ---- | ----------------- | --- | ---------------------------------- |
| 1981 | On the Race Track | DE34 (14 Wo.)DE | Erstveröffentlichung: Oktober 1980 |

Weitere Alben
- 1977: Eruption (Eruption feat. Precious Wilson)
- 1979: Leave a Light (mit Eruption)
- 1982: All Coloured in Love
- 1982: Red Light
- 1983: Funky Fingers
- 1986: Precious Wilson

### Kompilationen
- 1981: Three of a Kind (mit Amii Stewart und Viola Wills)
- 1996: Funky Dancer
- 2007: Greatest Hits (mit Eruption)

### Singles
| Jahr | Titel Album                                                        | Höchstplatzierung, Gesamtwochen, AuszeichnungChartplatzierungen (Jahr, Titel, Album, Platzierungen, Wochen, Auszeichnungen, Anmerkungen) | Höchstplatzierung, Gesamtwochen, AuszeichnungChartplatzierungen (Jahr, Titel, Album, Platzierungen, Wochen, Auszeichnungen, Anmerkungen) | Höchstplatzierung, Gesamtwochen, AuszeichnungChartplatzierungen (Jahr, Titel, Album, Platzierungen, Wochen, Auszeichnungen, Anmerkungen) | Höchstplatzierung, Gesamtwochen, AuszeichnungChartplatzierungen (Jahr, Titel, Album, Platzierungen, Wochen, Auszeichnungen, Anmerkungen) | Höchstplatzierung, Gesamtwochen, AuszeichnungChartplatzierungen (Jahr, Titel, Album, Platzierungen, Wochen, Auszeichnungen, Anmerkungen) | Anmerkungen                                                                              |
| Jahr | Titel Album                                                        | DE | AT | CH | UK | R&B | Anmerkungen                                                                              |
| ---- | ------------------------------------------------------------------ | --- | --- | --- | --- | --- | ---------------------------------------------------------------------------------------- |
| 1978 | I Can’t Stand the Rain Eruption                                    | DE1 (31 Wo.)DE | AT4 (16 Wo.)AT | CH8 (8 Wo.)CH | UK5 Silber · (11 Wo.)UK | R&B18 (22 Wo.)R&B | Erstveröffentlichung: 23. Januar 1978 Verkäufe: + 200.000 Eruption feat. Precious Wilson |
| 1981 | Cr-Cr-Cr-Cry to Me On the Race Track                               | — | — | CH3 (8 Wo.)CH | — | — | Erstveröffentlichung: August 1980                                                        |
| 1981 | We Are on the Racetrack On the Race Track                          | DE11 (22 Wo.)DE | — | — | — | — | Erstveröffentlichung: Januar 1981                                                        |
| 1982 | I Need You (Everybody Needs Somebody To Love) All Coloured in Love | DE39 (7 Wo.)DE | — | CH6 (7 Wo.)CH | — | — | Erstveröffentlichung: Oktober 1981                                                       |
| 1982 | I Don’t Know All Coloured in Love                                  | DE33 (13 Wo.)DE | — | — | — | — | Erstveröffentlichung: Mai 1982                                                           |
| 1983 | Raising My Family All Coloured in Love                             | DE61 (8 Wo.)DE | — | — | — | — | Erstveröffentlichung: Dezember 1982                                                      |
| 1985 | I’ll Be Your Friend Precious Wilson                                | — | — | — | UK87 (4 Wo.)UK | — | Erstveröffentlichung: September 1985                                                     |
| 1992 | I Feel Love 21st Century Jesus                                     | — | — | — | UK19 (5 Wo.)UK | — | Erstveröffentlichung: September 1992 Messiah feat. Precious Wilson                       |

Weitere Singles
- 1978: Love Is a Feelin’ (Eruption feat. Precious Wilson)
- 1979: Hold On I’m Coming / Funky Dancer (You Got Me Dancing)
- 1981: If I Loved You Less
- 1982: You Haven’t Heard the Last of Me
- 1982: Red Light
- 1983: Let’s Move Aerobic
- 1984: River Deep, Mountain High
- 1984: Cry to Me (EP)
- 1985: I’ll Be Your Friend
- 1986: Nice Girls Don’t Last
- 1986: The Jewel of the Nile
- 1986: Love Can’t Wait
- 1987: Only the Strong Survive
- 1988: I Can’t Stand the Rain 88 (Eruption feat. Precious Wilson)
- 1990: I May Be Right 4U
- 1992: Spacer (mit The Funky French Guy)